# 110-та вулиця (Мангеттен)
110-та вулиця (англ. 110th Street) — вулиця в боро Нью-Йорка Мангеттені. Широко відома як межа між Гарлемом і Центральним парком, уздовж якої він відомий як Північний Центральний парк. На заході, між заходом Центрального парку/бульваром Фредеріка Дугласа та Ріверсайд-Драйв, вона співпідписана як Cathedral Parkway.
110-та вулиця — вулиця на схід між Першою авеню та Медісон-авеню. Невелика частина між Медісон-авеню та П'ятою авеню йде на захід. На захід від П'ятої авеню дорога розширюється, щоб забезпечити двосторонній рух.
Меморіал Дюка Еллінгтона, статуя Дюка Еллінгтона, стоїть у Дюку Еллінгтону Серкл, неглибокому амфітеатрі на 110-й вулиці та П’ятій авеню, у північно-східному кутку Центрального парку. Статуя, відкрита в 1997 році, створена скульптором Робертом Гремом, має висоту 7,6 м і зображує муз — дев'ять оголених каріатид, що тримають рояль і герцога Еллінгтона на своїх головах. Меморіал герцога Еллінгтона також є місцем майбутнього Музею африканського мистецтва.